# 小行星18730
小行星18730（18730 Wingip，葉永烜小行星），臨時編號1998 KV7，是一顆位於小行星帶的小行星。於1998年5月23日由美國洛厄爾天文台近地小行星搜尋計畫發現。以現任教於台灣國立中央大學天文研究所的德籍華人天文學家，也是卡西尼-惠更斯号提出者的葉永烜命名。

## 外部連結
- 18730 Wingip (1998 KV7) （页面存档备份，存于）

| 前一小行星： 小行星18729 | 小行星列表 | 後一小行星： 小行星18731 |